# (33241) 1998 HX5
1998 HX5 (asteroide 33241) é um asteroide da cintura principal. Possui uma excentricidade de 0.04968130 e uma inclinação de 4.49791º.
Este asteroide foi descoberto no dia 21 de abril de 1998 por ODAS em Caussols.